# Готель Брістоль (Париж)
48°52′19″ пн. ш. 2°18′54″ сх. д. / 48.87194444° пн. ш. 2.315° сх. д.
Готель Брістоль (Le Bristol) — розкішний готель категорії Palace, розташований за адресою: Фобур Сент-Оноре, 112, Париж, Франція.

## Історія
Під номером 112 був розташований особняк графа Жуля де Кастеллана (1782—1861), побудований у 1829 році. У 1835 році до будинку був прибудований театр із залою на 400 осіб. 1924 року ця нерухомість була придбана власником готелів Іполитом Жамметом (1893—1964), будівлі було знесено, а у квітні 1925 року відкрито перший розкішний готель Парижа, названий на честь єпископа Фредеріка Ерве, IV Графа Брістоль. Архітектори Гюстав Умбденсток і Урбен Кассан створили готель в стилі ар-деко.
1978 року готель придбав німецький підприємець Рудольф-Август Откер для компанії Oetker Hotel Management як оператора, яка провела його капітальну реконструкцію у 2002, 2005, 2010 і 2016 роках. Близькість до Єлисейського палацу (номер 55) привела до готелю багатьох політиків і діячів, таких як Улісс С. Грант, Конрад Аденауер (який уклав Єлисейський договір тут у січні 1963 року), Хусейн з Йорданії, Давид Бен-Гуріон, а також Жозефіна Бейкер, Чарлі Чаплін і Ріта Гейворт.
Готель і його 190 номерів (у тому числі 72 апартаменти) розкішно мебльовані (цінні картини, гобелени, меблі). Вартість номерів коливається від 950 грн € (у низький сезон) або 1100 € (високий сезон) за покращений двомісний номер близько 35 м² і аж до легендарного Suite Impériale з 260 м² м² за 24 000 € за ніч. Це найбільший номер з однією спальнею в Парижі. У готелі є три ресторани, флагманом яких є Epicure, один із одинадцяти тризіркових ресторанів Парижа. Його винний льох містить понад 30 000 пляшок. На задній частині готелю є найбільший критий сад у Парижі, приблизно 1200  м² .
Le Bristol конкурує в основному з Four Seasons Hotel George V, Hôtel Le Meurice і Plaza Athenée за найвищий рейтинг паризьких готелів класу люкс.

## Цікавинки
- У цьому готелі Вуді Аллен знімав частину свого фільму 2011 року " Північ у Парижі "[7] .
- Готель представлений у серіалі документальних фільмів ARD: Hotel Legends — The Bristol in Paris. трансляція 3 серпня 2020 (45 хв)